# 普雷欧 (安德尔省)
普雷欧（法語：Préaux，法語發音：[pʁeo]）是法国安德尔省的一个市镇，位于该省西北部，和安德尔-卢瓦尔省接壤，属于沙托鲁区。

## 地理
普雷欧（47°1'16"N, 1°17'33"E）面积32.54 平方千米，位于法国中央-卢瓦尔河谷大区安德尔省，该省份为法国中部省份，北起卢瓦-谢尔省，西北接安德尔-卢瓦尔省，西南接维埃纳省，南至克勒兹省和上维埃纳省，东临谢尔省。
与普雷欧接壤的市镇（或旧市镇、城区）包括：埃克耶、厄涅、圣梅达尔、维勒古安、维勒多曼。

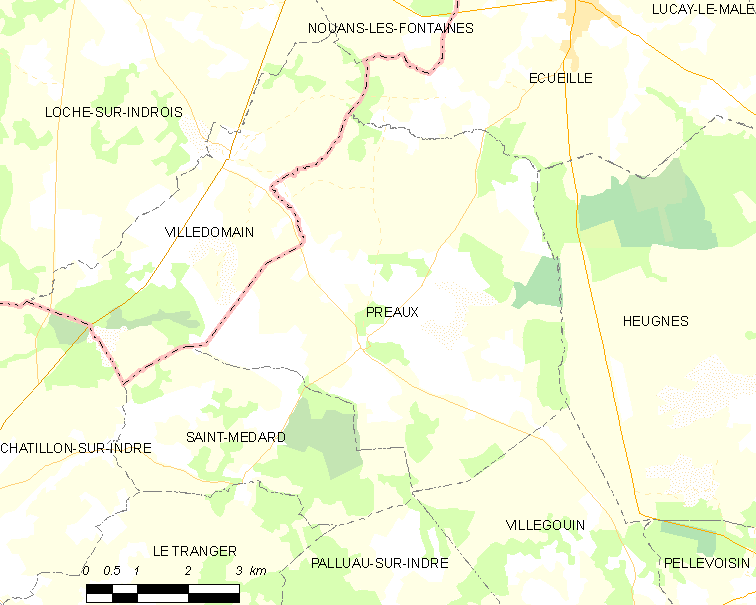
的OSM定位图

普雷欧的时区为UTC+01:00、UTC+02:00（夏令时）。

## 行政
普雷欧的邮政编码为36240，INSEE市镇编码为36166。

## 政治
普雷欧所属的省级选区为瓦朗赛县。

## 人口

1962-2008年间人口变化图示

普雷欧于2022年1月1日时的人口数量为172人。

## 交通
安德尔省省道D13线和D64线在镇中心交汇。